# Мэдиган, Энтони
Э́нтони Мо́рган Мэ́диган (англ. Antony Morgan Madigan; 4 февраля 1930, Сидней — 29 октября 2017) — австралийский боксёр полутяжёлой весовой категории, выступал за сборную Австралии в начале 1950-х — середине 1960-х годов. Бронзовый призёр летних Олимпийских игр в Риме, двукратный чемпион Игр Содружества наций, участник многих международных турниров и национальных первенств.

## Биография
Энтони Мэдиган родился 4 февраля 1930 года в Сиднее. Активно заниматься боксом начал в возрасте тринадцати лет, сразу стал показывать достойные результаты и в 1952 году благодаря череде удачных выступлений удостоился права защищать честь страны на летних Олимпийских играх в Хельсинки. На Олимпиаде сумел дойти до стадии четвертьфиналов второй средней весовой категории, после чего единогласным решением судей проиграл шведу Стигу Шёлину. Два года спустя поднялся в полутяжёлый вес и съездил на Игры Содружества наций в Ванкувер, откуда привёз медаль серебряного достоинства.
В 1956 году Мэдиган прошёл квалификацию на Олимпийские игры в Мельбурн, тем не менее в первом же своём матче на турнире потерпел поражение от советского боксёра Ромуальдаса Мураускаса. На Играх Содружества 1958 года одолел всех соперников и завоевал золотую медаль. В 1960 году представлял страну на Олимпиаде в Риме, где в полуфинальном матче уступил американцу Кассиусу Клею, будущему многократному чемпиону мира среди профессионалов, более известному под именем Мохаммед Али.
Получив бронзовую олимпийскую медаль, Мэдиган продолжил выходить на ринг в составе национальной сборной, принимая участие во всех крупнейших международных турнирах. Так, в 1962 году он побывал на Играх Содружества наций в Перте, где вновь взял верх над всеми своими оппонентами и удостоился золотой награды. Планировал пробиться на Олимпийские игры 1964 года в Токио, однако на отборочных соревнованиях проиграл Фреду Кейси и вынужден был отказаться от этой поездки. После завершения спортивной карьеры работал в модельном бизнесе, снимался в рекламных роликах, сотрудничал с различными фотографами в Лондоне и Нью-Йорке. Также в течение некоторого времени играл за нью-йоркскую команду по регби, после чего в 1965 году вернулся в Сидней. В поздние годы управлял собственной страховой компанией, вёл успешных бизнес на Филиппинах и в некоторых странах Карибского бассейна.